# Wieża widokowa na Modyni
Wieża widokowa na Modyni – turystyczna wieża widokowa na wierzchołku Modyni (1029 m n.p.m.) w Beskidzie Wyspowym.

## Opis
Stoki Modyni (nazwa Modyń jest rodzaju żeńskiego) należą do wsi Zalesie, Zbludza, Wola Kosnowa, Kicznia i Młyńczyska, ale szczyt, na którym stoi wieża widokowa znajduje się w obrębie wsi Wola Kosnowa w województwie małopolskim, w powiecie nowosądeckim, w gminie Łącko. Wieżę uroczyście oddano do użytku 15 sierpnia 2021 roku. Przed jej oddaniem do użytku Modyń, mimo że jest jednym z najwyższych szczytów Beskidu Wyspowego, była dla turystów mało atrakcyjna, gdyż jest całkowicie porośnięta lasem. Platforma widokowa na wieży umożliwia obserwację całej panoramy 360°. Widoczne są nie tylko szczyty Beskidu Wyspowego, ale także Gorców, Beskidu Sądeckiego, Magury Spiskiej, Tatr, a przy dobrej przejrzystości powietrza widoczny jest nawet Kraków.
Budowę wieży widokowej sfinansowała Gmina Łącko przy współudziale środków Unii Europejskiej. Jej koszt wyniósł 715 598 zł, w tym dofinansowanie z UE 234 902 zł. Jest to wieża o konstrukcji drewnianej i wysokości 27 m. Taras widokowy znajduje się na wysokości 20,7 m nad ziemią. Obudowane schody wejściowe umożliwiają wejście na nią nawet osobom z lękiem wysokości, a zadaszenie schodów i platformy widokowej umożliwia korzystanie z wieży również przy złej pogodzie. Co 8 stopni znajduje się pomost spoczynkowy. Łącznie jest 138 stopni. Na platformie nie powinno przebywać więcej niż 25 osób

## Galeria

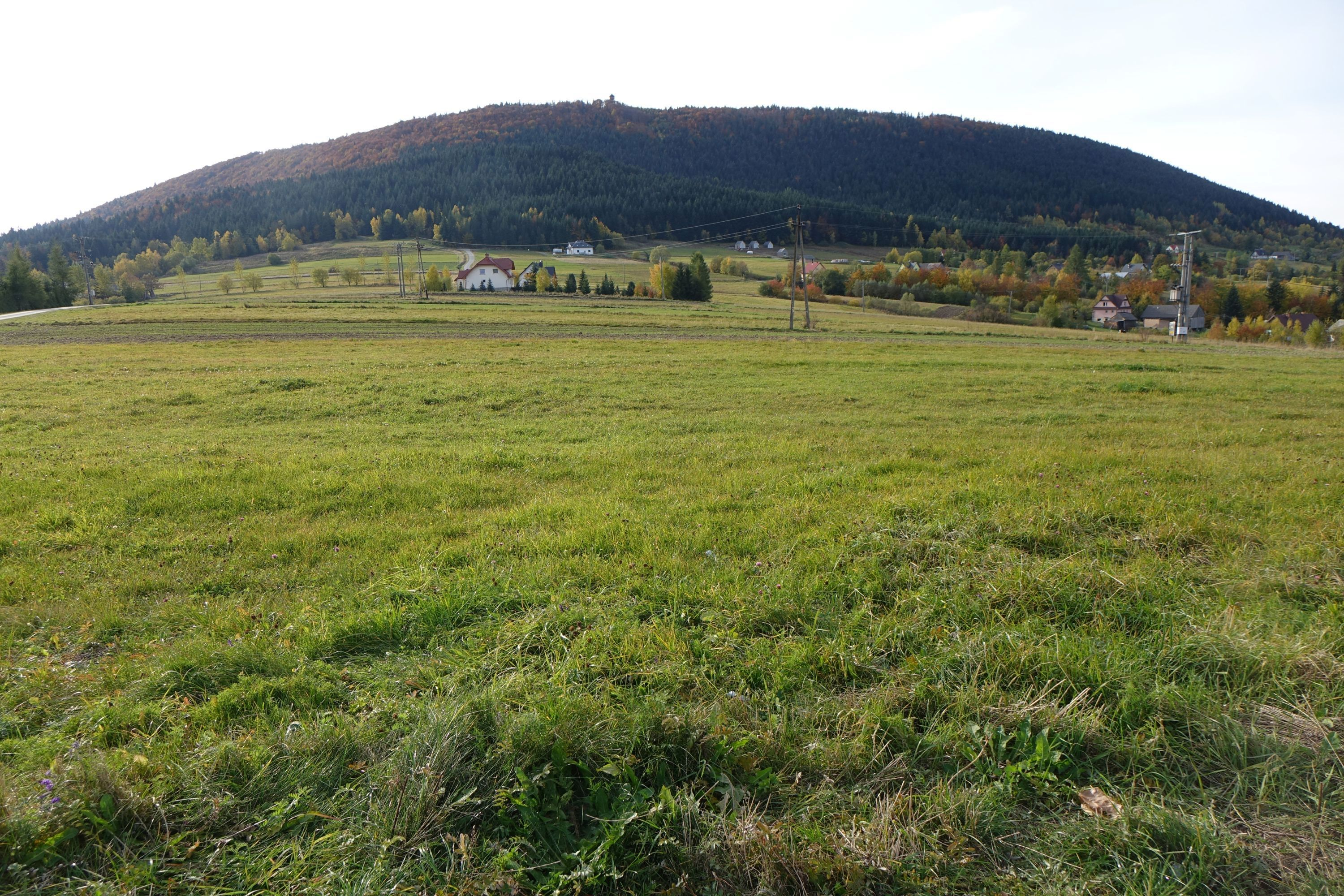
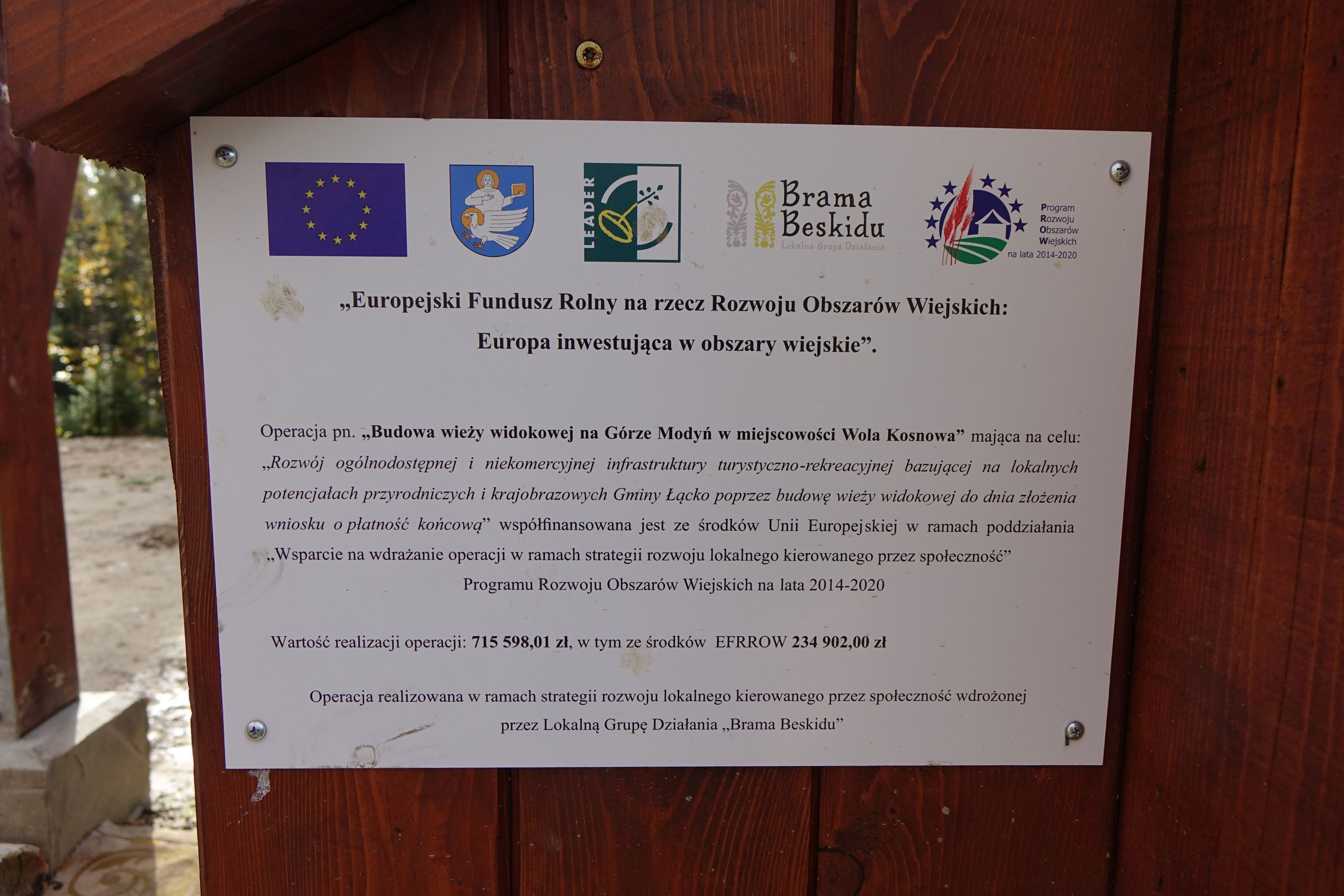
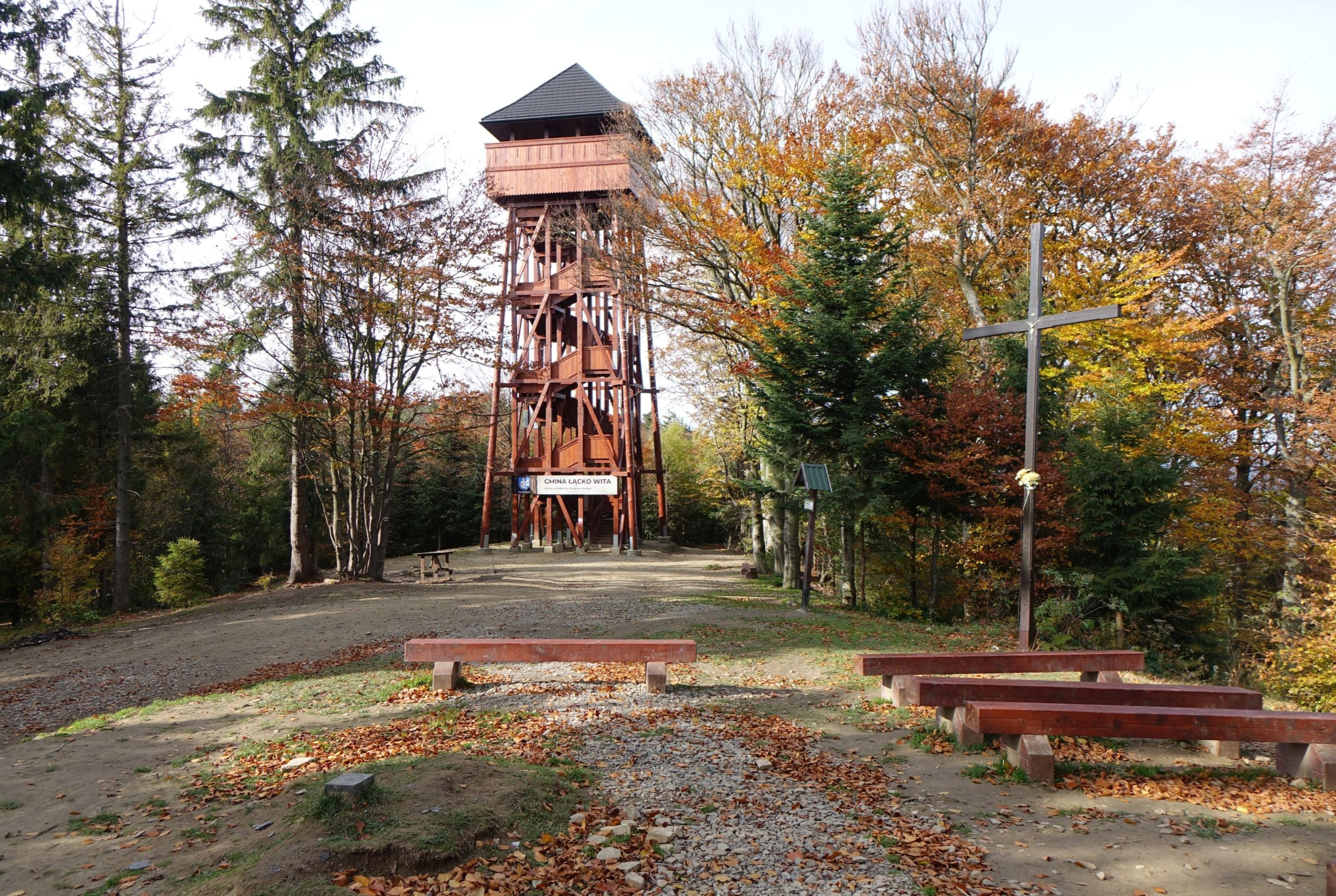
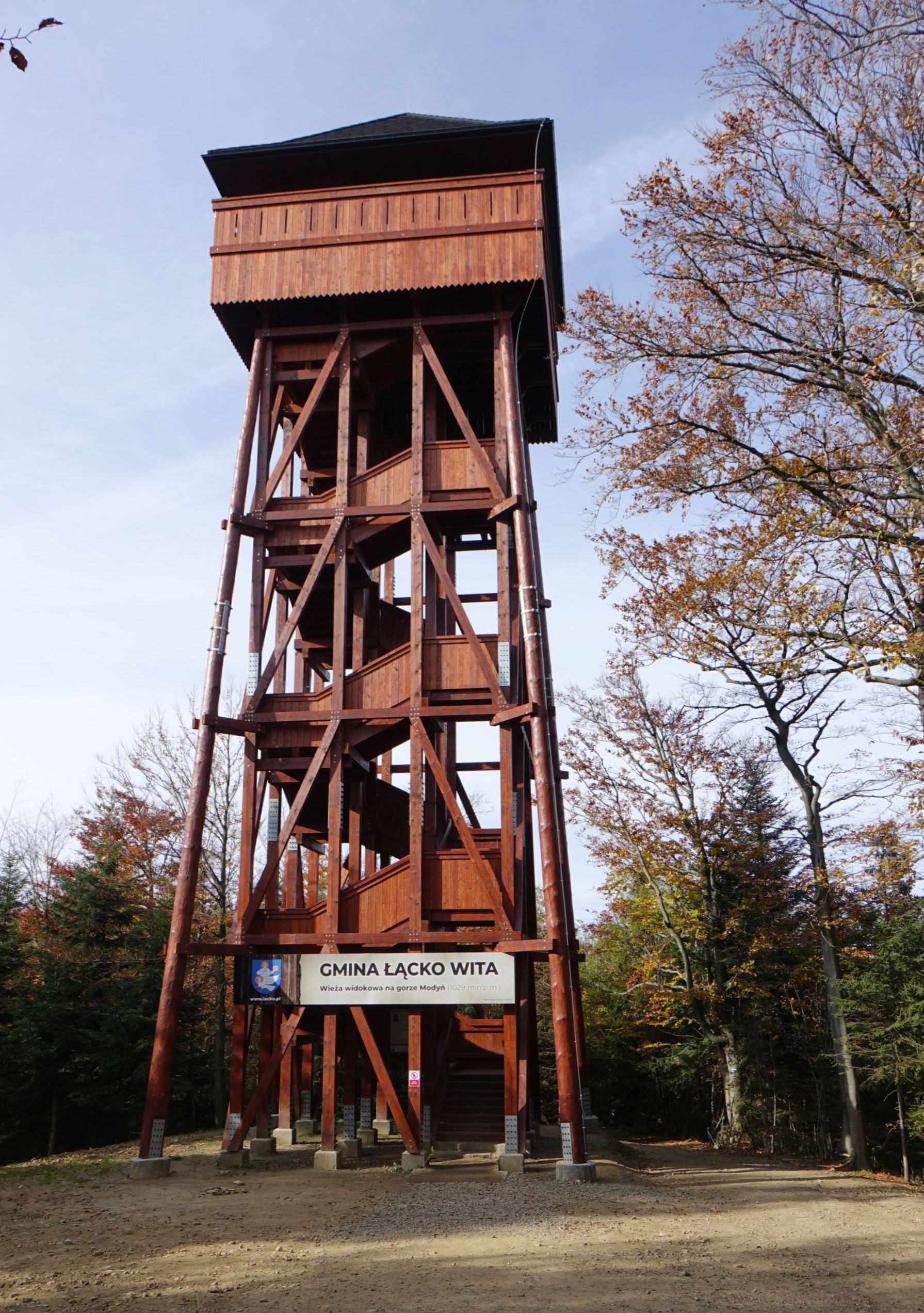
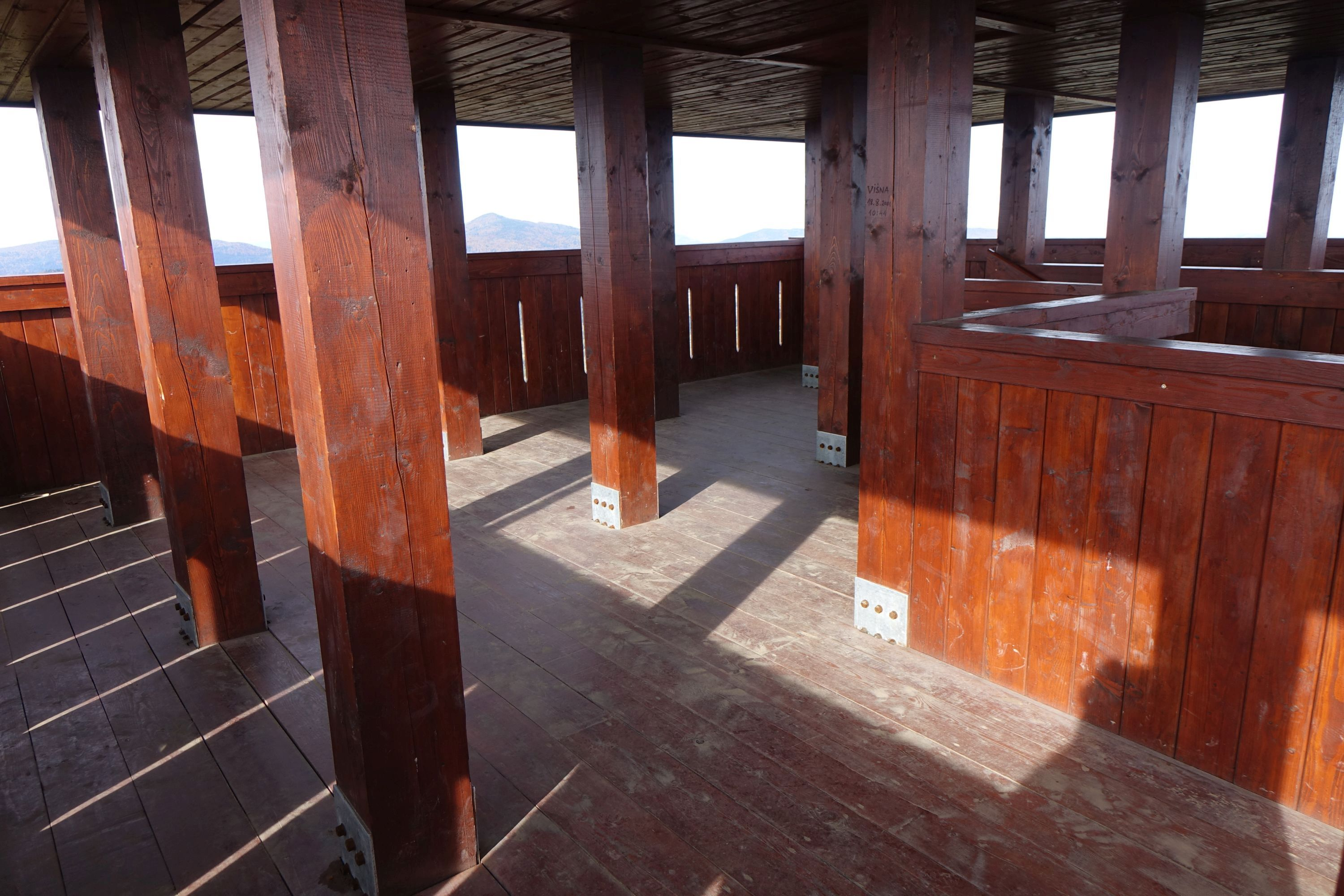
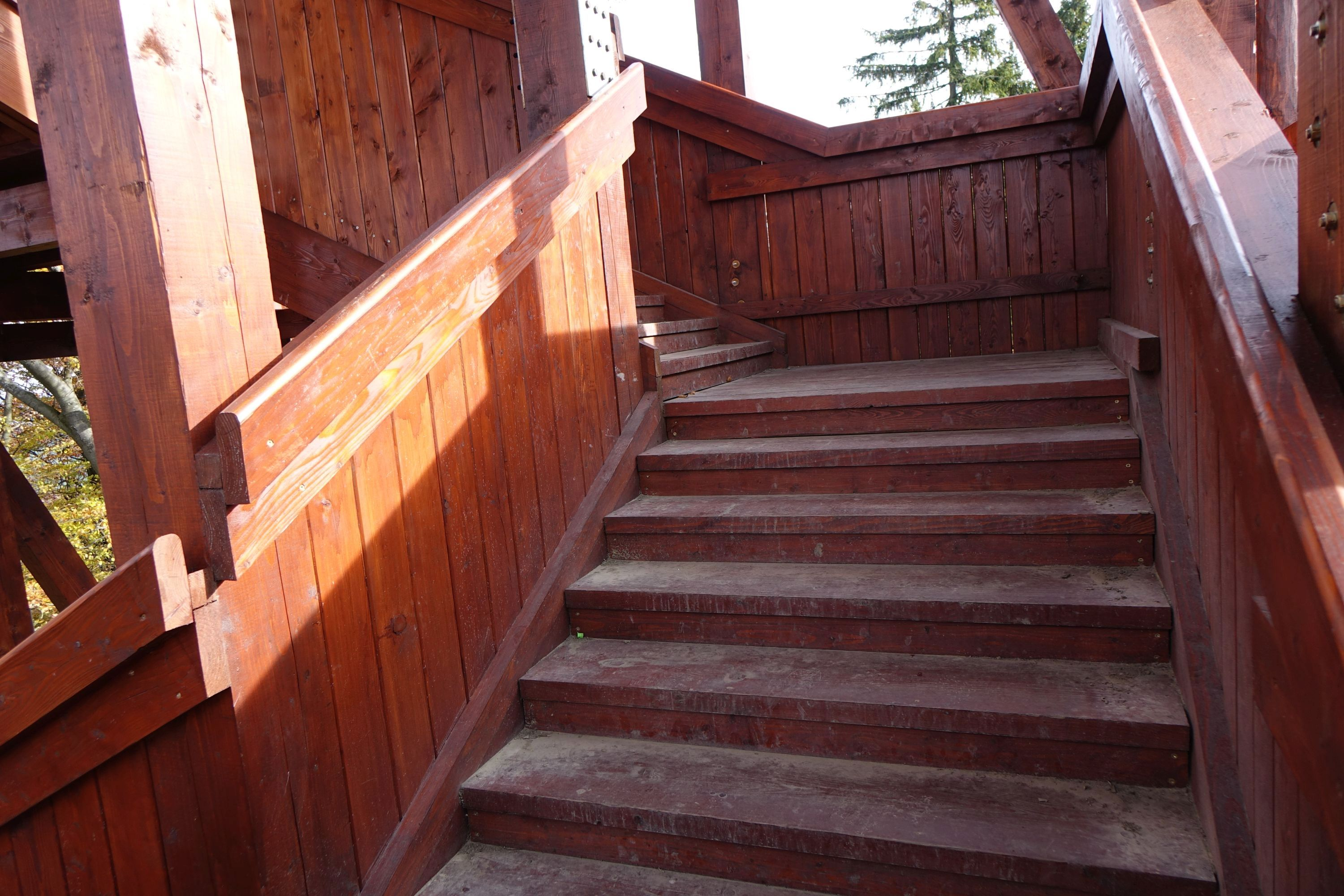

## Szlaki turystyczne
Na szczyt Modyni można wejść trzema szlakami turystycznymi, oraz nieznakowanymi drogami leśnymi.
 Parking przy kapliczce na rozdrożu dróg Zalesie–Młyńczysko. Czas przejścia 40 min (↓ 25 min), suma podejść 280 m
 Zbludza – Modyń. Czas przejścia 1:40 h (↓ 1:05 h), suma podejść 470 m
 Łącko – Piechówka – Mała Modyń – Modyń. Czas przejścia 3:20 h (↓ 2.30 h), suma podejść ok. 690 m.